# Joshua Logan
Joshua Logan (n. 5 octombrie 1908, Texarkana⁠(d), Texas, SUA – d. 12 iulie 1988, New York City, New York, SUA) a fost un regizor de film și dramaturg american.

## Filmografie
- 1938: I Met My Love Again
- 1955: Picnic (Picnic)
- 1956: Stația de autobuz (Bus Stop)
- 1957: Sayonara
- 1958: South Pacific
- 1960: Tall Story
- 1961: Fanny
- 1964: Ensign Pulver
- 1967: Camelot
- 1969: Paint Your Wagon

## Legături externe
- en Joshua Logan la Internet Broadway Database
- en Joshua Logan la Internet Off-Broadway Database
- Joshua Logan la Internet Movie Database